# U 102 (U-Boot, 1917)
U 102  war ein diesel-elektrisches U-Boot der deutschen Kaiserlichen Marine, das im Ersten Weltkrieg zum Einsatz kam.

## Einsätze
U 102 lief am 12. Mai 1917 bei der AG Weser in Bremen vom Stapel und wurde am 18. Juni 1917 in Dienst gestellt. Ab August 1917 war das Boot der II. U-Flottille in Helgoland und Wilhelmshaven zugeordnet.
U 102 führte während des Ersten Weltkriegs sieben Unternehmungen im östlichen Nordatlantik durch. Dabei wurden fünf Handelsschiffe mit einer Gesamttonnage von 13.245 BRT versenkt. Darunter befanden sich neben Schiffen der Kriegsgegner auch Schiffe unter Flaggen der neutralen Staaten Dänemark und Spanien.
Am 21. August 1917 torpedierte U 102 das britische Hilfsschiff Virginian nordwestlich von Tory Island (Irland). Das 10.757 BRT große, vormalige Passagierschiff wurde dabei jedoch nur beschädigt. Drei Menschen kamen bei dem Angriff ums Leben. Das größte von U 102 versenkte Schiff war das britische Frachtschiff Cheviot Range mit knapp 3.700 BRT. Die Cheviot Range wurde am 21. Februar 1918 auf ihrer Fahrt vom indischen Tuticorin nach Großbritannien etwa 25 Seemeilen südlich von Lizard Point in Cornwall versenkt. Dabei kamen 27 Menschen ums Leben.

## Verbleib
Im September 1918 lief U 102 zu einer Feindfahrt um die britischen Inseln aus. Bei Passieren der „Northern Barrage“ – einem ausgedehnten Minengürtel in der nördlichen Nordsee – sank das Boot, vermutlich durch einen Minentreffer. Das Wrack wurde im Jahr 2006 östlich der Orkney-Inseln mittels Sonar gefunden und 2007 durch Taucher als U 102 identifiziert.

## Kommandanten
- Kapitänleutnant Ernst Killmann (5. August 1917 bis 25. November 1917)
- Kapitänleutnant Kurt Beitzen (26. November 1917 bis September 1918)